# کورنتس
کورنتس (به چکی: Kořenec) یک منطقهٔ مسکونی در جمهوری چک است که در ناحیه بلانسکو واقع شده‌است. کورنتس ۸٫۱ کیلومتر مربع مساحت و ۳۲۵ نفر جمعیت دارد و ۶۲۰ متر بالاتر از سطح دریا واقع شده‌است.